# Borucin (przystanek kolejowy)
Borucin – nieczynny wąskotorowy przystanek osobowy w Borucinie, w gminie Osięciny, w powiecie radziejowskim, w województwie kujawsko-pomorskim, w Polsce. Został wybudowany w 1914 roku przez okupacyjne wojska niemieckie razem z linią kolejową z Płowiec do Strykowa.